# Pětš Janaš
Pětš Janaš (také Klaws-Pětr Janaš, Peter Jannasch či Klaus-Peter Jannasch; 19. listopadu 1933 Chotěbuz – 18. února 2021) byl dolnolužickosrbský učitel, překladatel a vydavatel dolnolužickosrbských učebnic.

## Publikace
- 1960: Moja prědna serbska knigła (vydání v horní lužické srbštině)
- 1966: Wjasole wuknjomy. Wucbnica za 2. lětnik za serbsku wucbu na wušych šulach z dolnoserbskeju wucbu
- 1976: Naša serbšćina: zakładny kurs dolnoserbšćiny za pśigotowańske rědownje Serbskeje rozšyrjoneje wušeje šule, Budyšyn
- 1976: Niedersorbische Grammatik
- 1984: Niedersorbische Grammatik für den Gebrauch der Sorbischen Oberschule. 2., durchgesehene Auflage
- 1989: Z Borkojskich spomnjeśow [w:] Ako smy chopili ceptariś. Dopomnjeńki wucabnikow prědnych lět, wud. Christa Brandtowa, Budyšyn[2]
- 1990: Nimsko-dolnoserbski słownik, Budyšyn
- 1990: Spěwaj, grajkaj, powědaj! Wučbnica dolnoserbšćiny za wukubłanje źěśownicow
- 1997: Pówědamy serbski. Wucbne kniglicki za kubłarki a źiśownice, 84 b., Chośebuz + Pówědajśo k bildkam! Wulicowańske łopjena, 28 b.

## Překlady do dolní lužické srbštiny
- 2010: Antoine de Saint-Exupéry, Ten mały princ
- 2014: Wilhelm Busch, Maks a Moric
- 2015: Wilhelm Busch, Se kupaś ma, gaž wjacor jo a sobota